# Kozárov
Kozárov je obec v okrese Blansko v Jihomoravském kraji. Žije zde 116 obyvatel.

## Historie
První písemná zmínka o obci pochází z roku 1601 (ves Kozarow). V roce 2000 byla nedaleko postavena telekomunikační věž nazvaná Babylon po stejnojmenném kopci, na kterém byla postavena.

## Obyvatelstvo
| Rok            | 1869 | 1880 | 1890 | 1900 | 1910 | 1921 | 1930 | 1950 | 1961 | 1970 | 1980 | 1991 | 2001 | 2011 | 2021 |
| -------------- | ---- | ---- | ---- | ---- | ---- | ---- | ---- | ---- | ---- | ---- | ---- | ---- | ---- | ---- | ---- |
| Počet obyvatel | 210  | 195  | 214  | 189  | 193  | 188  | 171  | 171  | 164  | 156  | 140  | 131  | 115  | 128  | 113  |
| Počet domů     | 28   | 36   | 36   | 36   | 36   | 35   | 35   | 39   | 38   | 37   | 33   | 35   | 44   | 49   | 51   |

## Obecní správa
Od 50. let 19. století do 70. let 19. století byly součástí obce také Strhaře.

### Obecní symboly
Dne 25. dubna 2018 bylo schváleno usnesením výboru pro vědu, vzdělání, kulturu, mládež a tělovýchovu udělení znaku a vlajky obce. Znak a vlajka byly obci uděleny rozhodnutím předsedy Poslanecké sněmovny Parlamentu České republiky dne 3. května 2018.

## Pamětihodnosti
- Kaple svaté Anny
- Rozhledna Babylon – též někdy nazývaná Kozárov

## Galerie

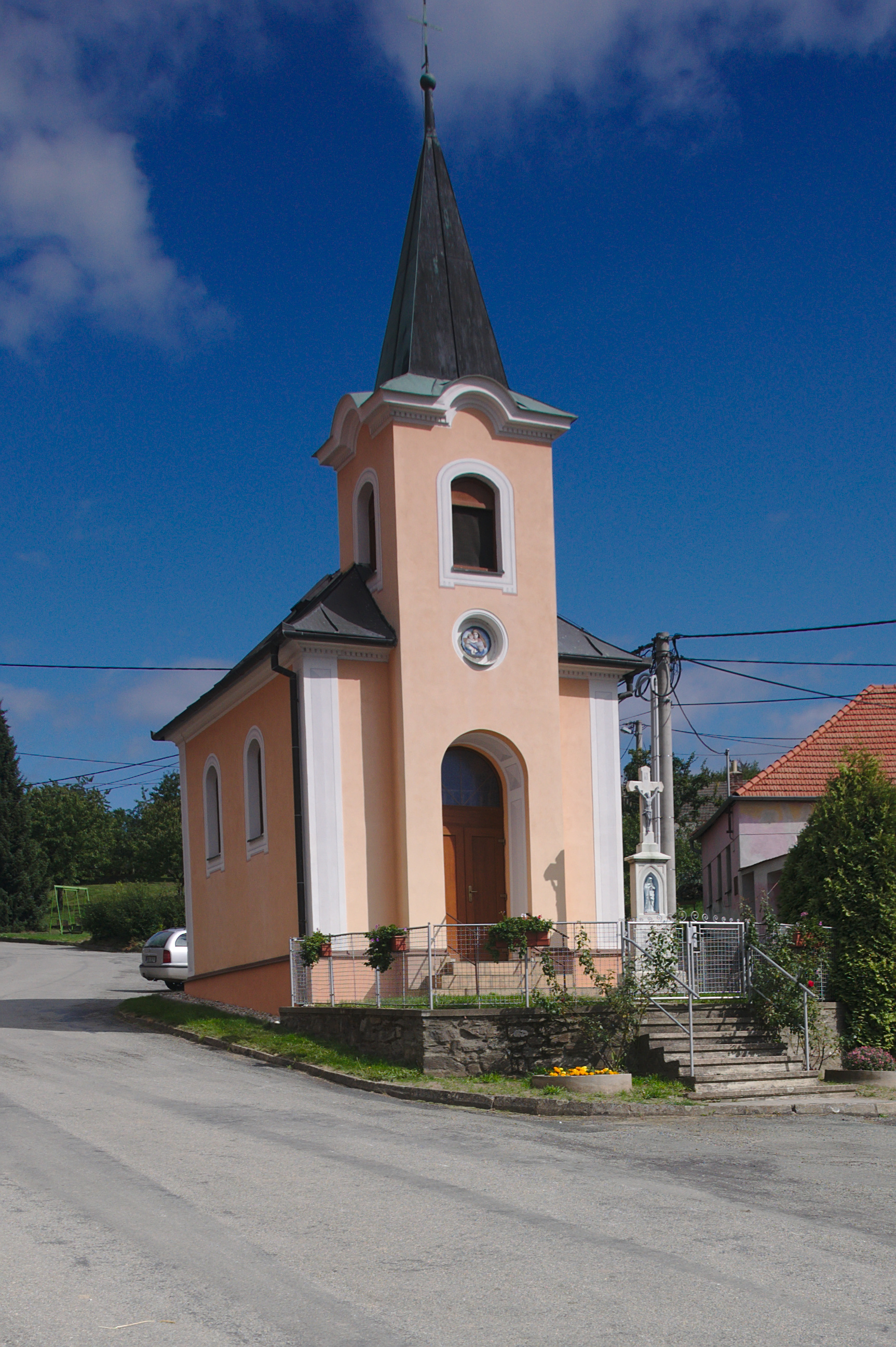
Kaple svaté Anny
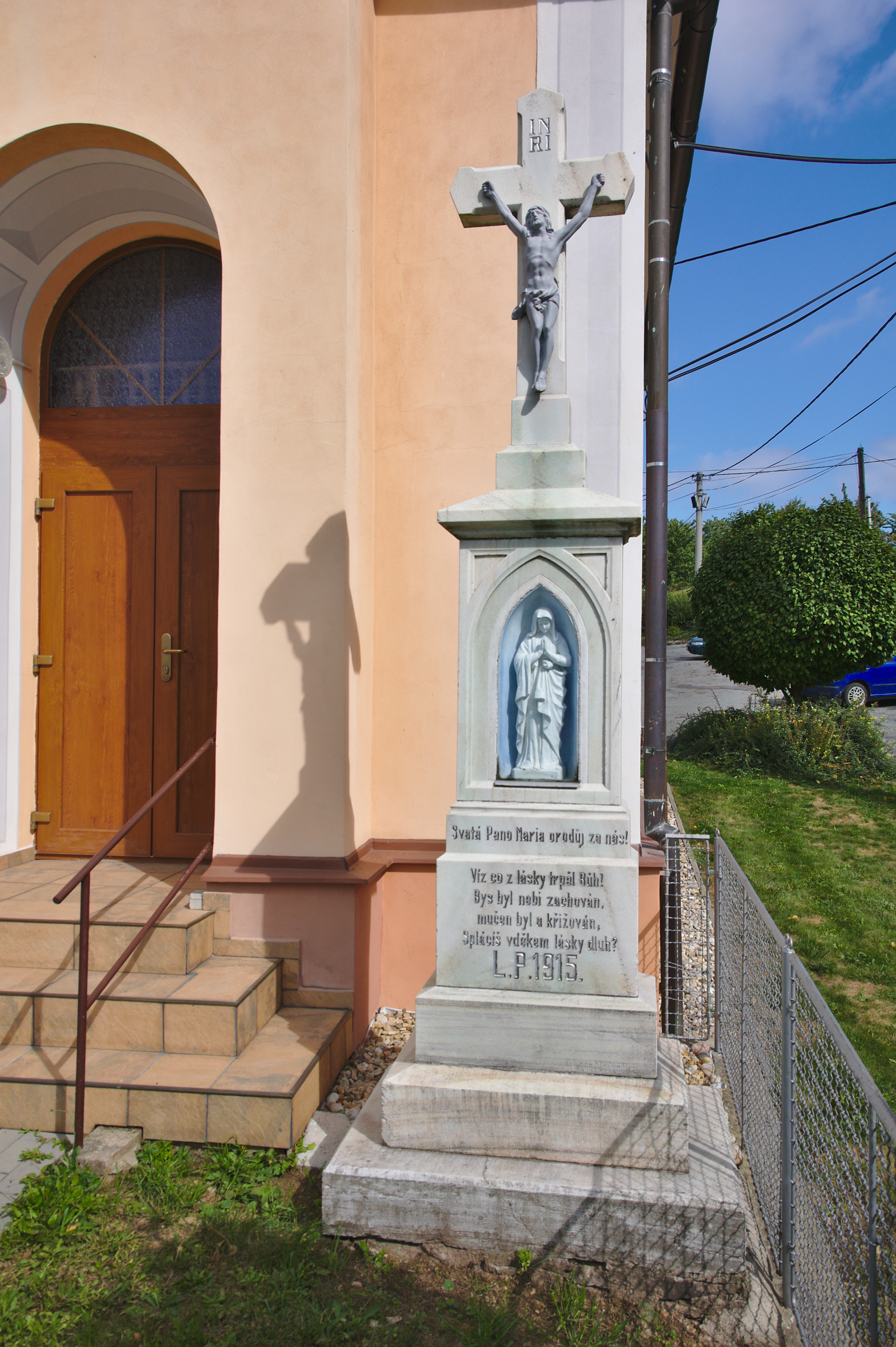
Kříž před kaplí
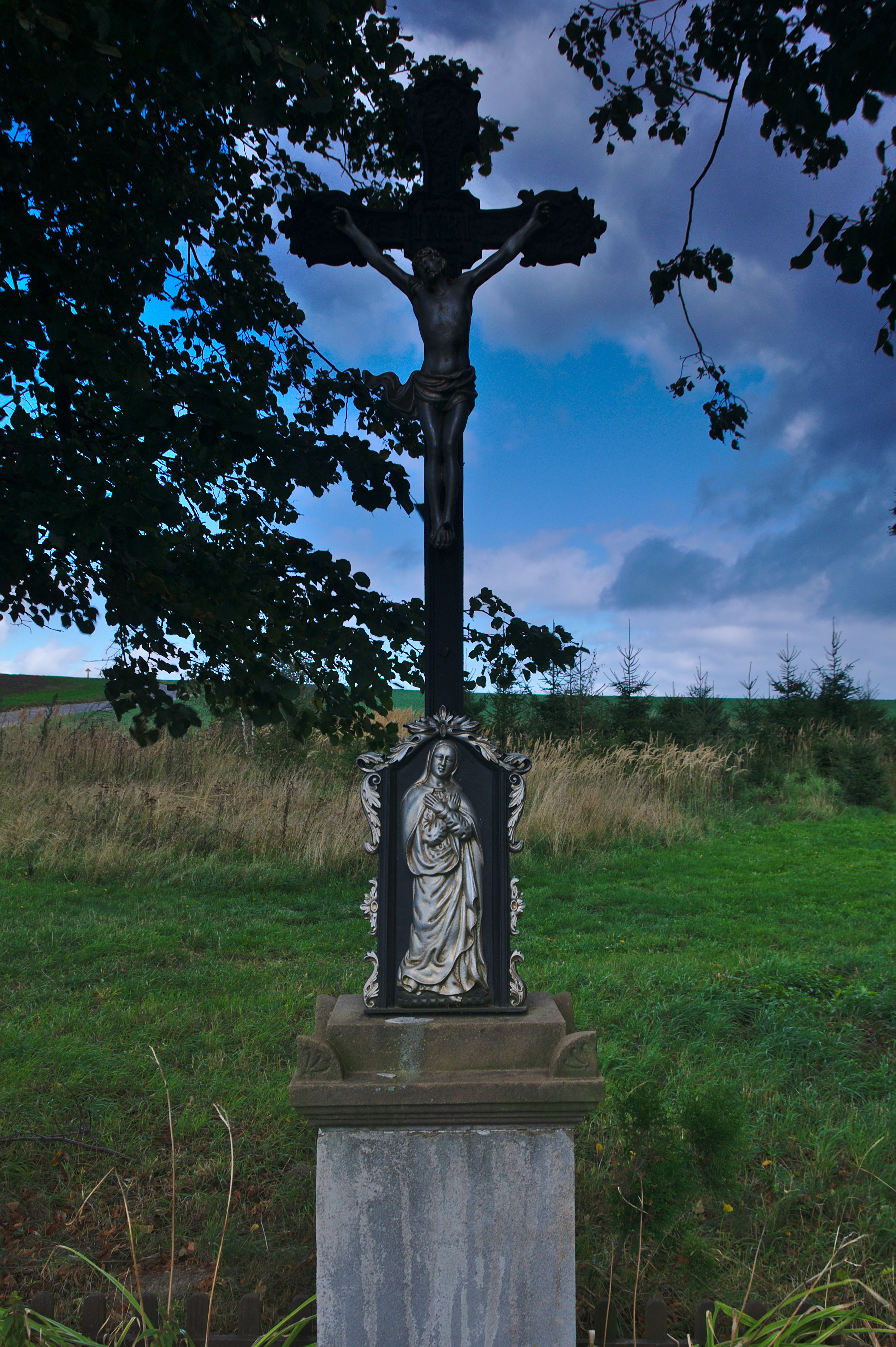
Kříž v severní části obce
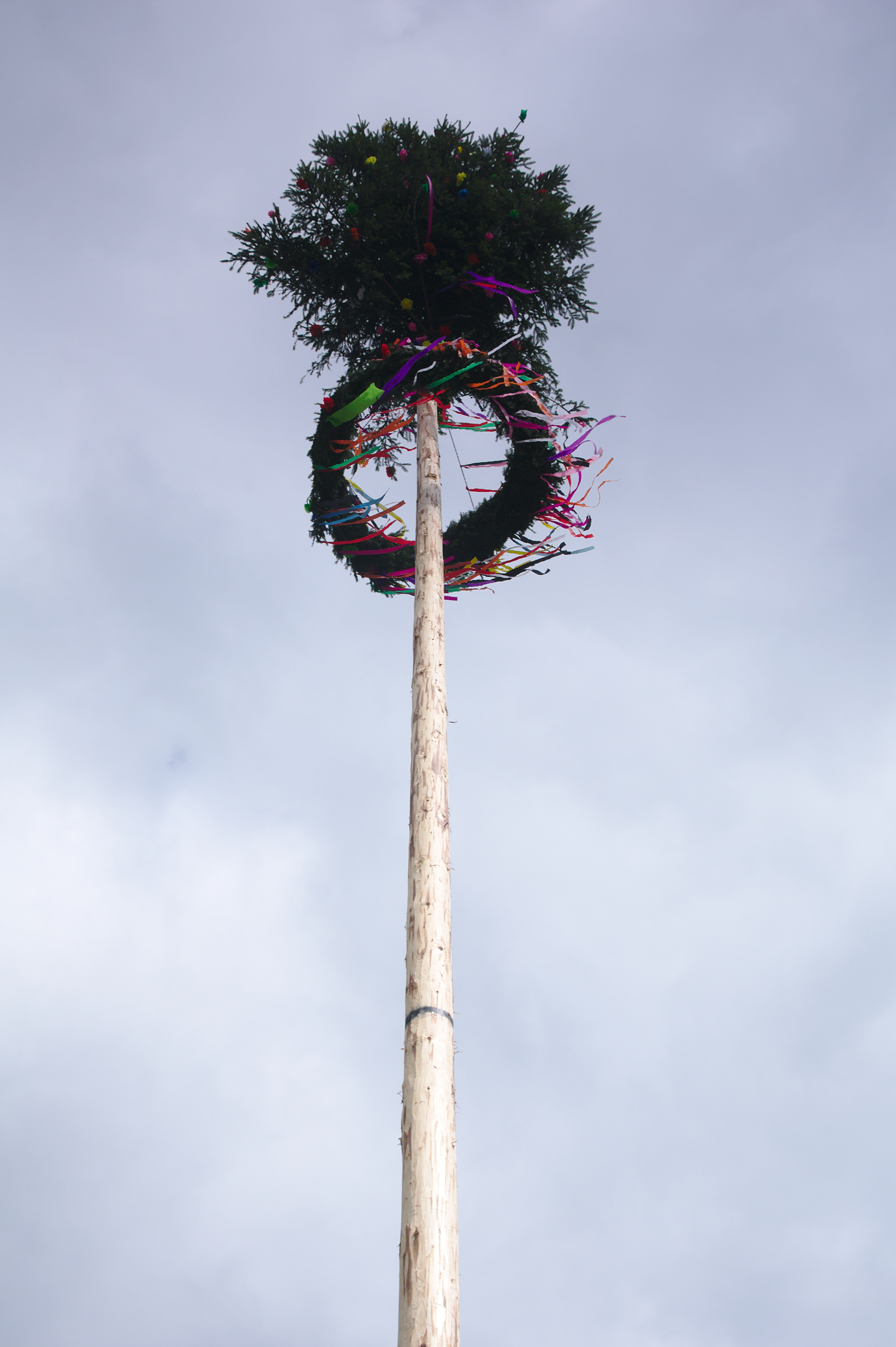
Májka na návsi
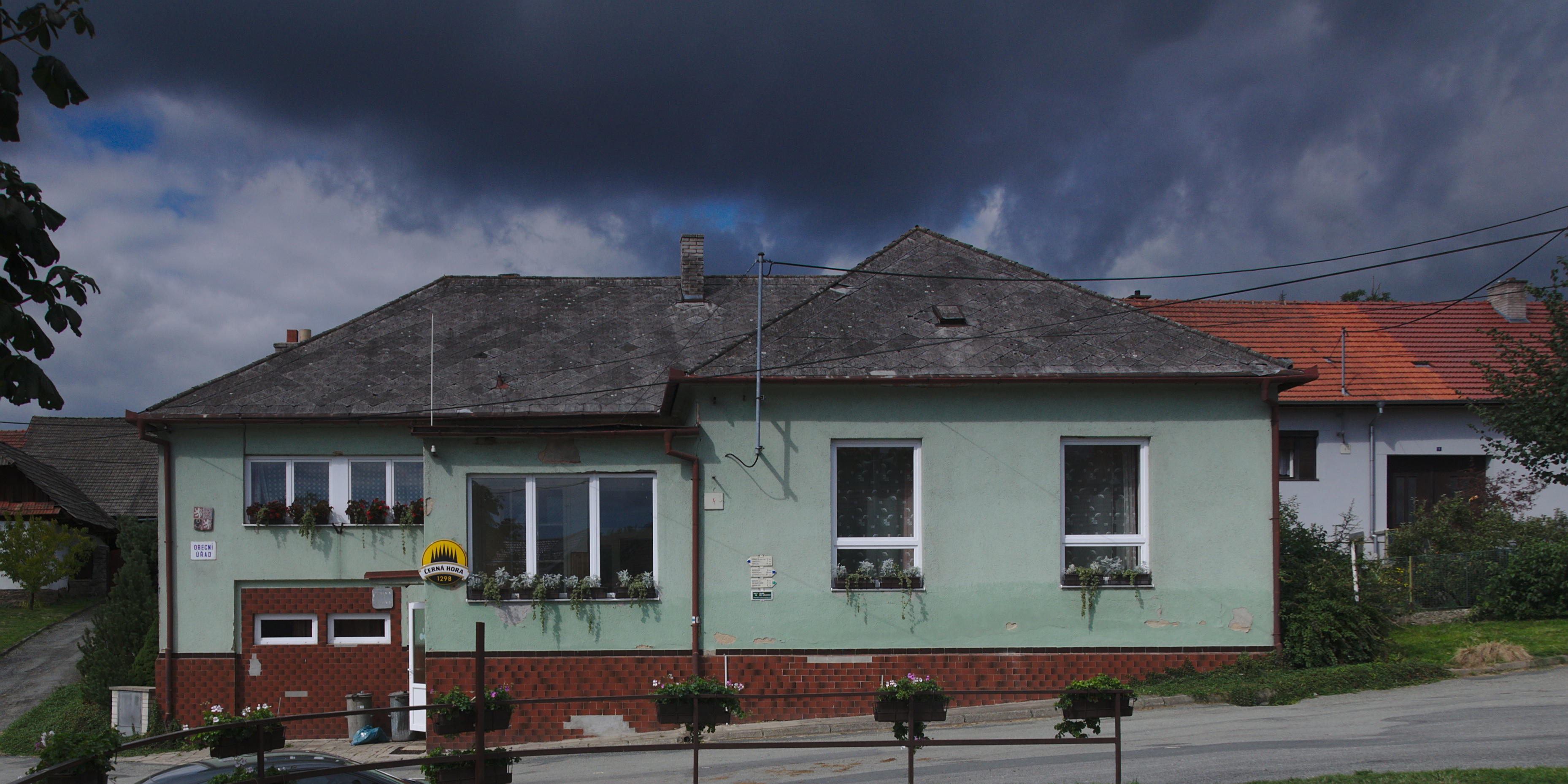
Obecní úřad
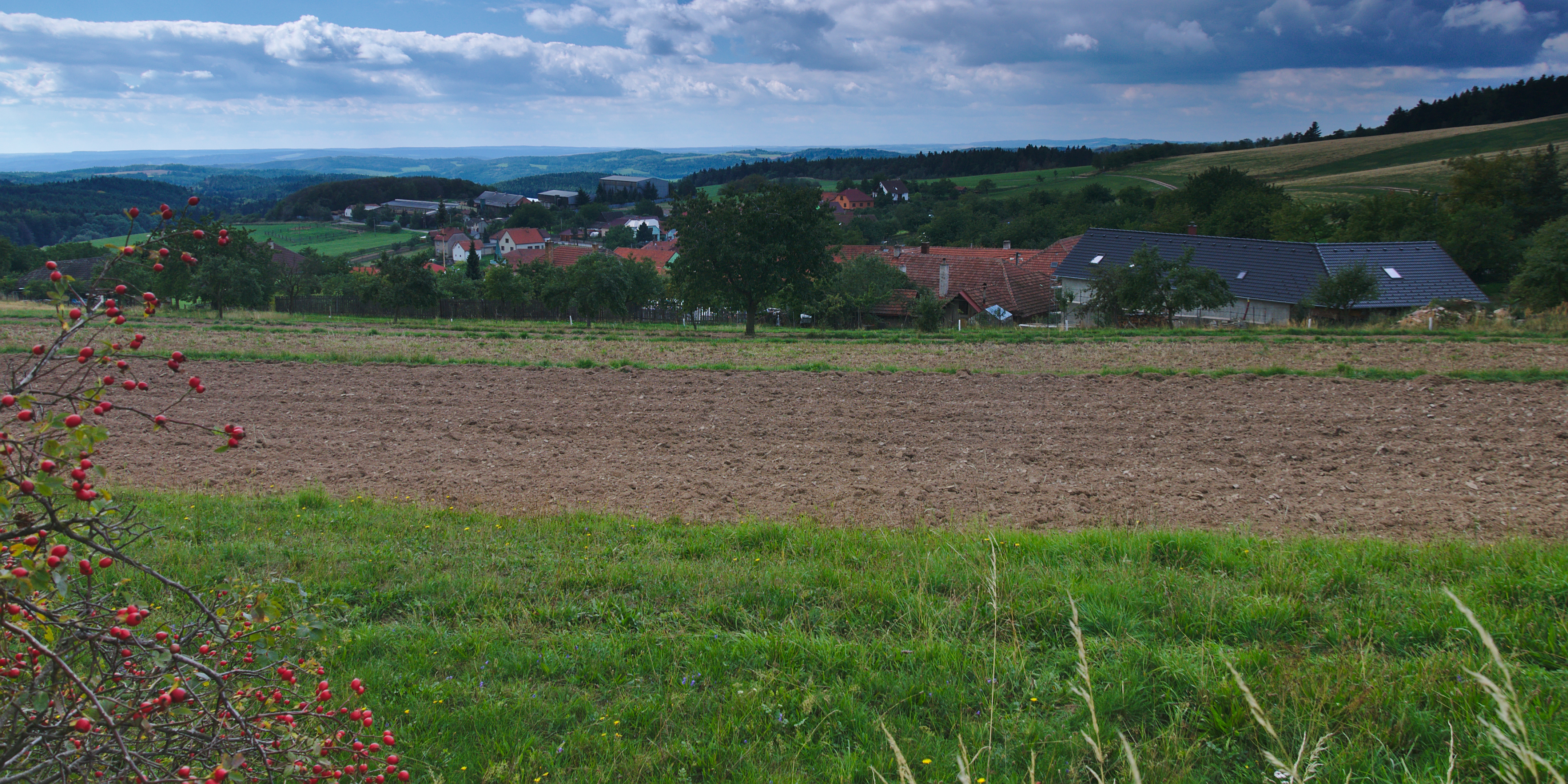
Pohled na obec od severovýchodu